# Memorijski efekt
Memorijski efekt je efekt koji dolazi kod punjivih baterija. Bit ove pojave je što baterija pamti manji kapacitet ako ju se puni prije nego što se potpuno isprazni. Osobito je izražen kod nikal-kadmijevih baterija i to kod starijih generacija.
Pojava je uočena na neobičnom mjestu. Na satelitu koji je orbitirajući oko Zemlje naizmjence ulazio i izlazio iz sjene solarni paneli su se u redovnim pravilnim razmacima punili i praznili. Baterija se međutim nije praznila do nulte razine, nego se ponašala kao da joj je donja granica kapaciteta ona pri kojoj se zadnji put ponovo punila, odnosno, kao da je pamtila zadnje stanje, zbog čega je nakon dovoljno velikog broja ciklusa uočeno da je kapacitet znatno pao. Odatle naziv memorijski. Rješenje se našlo tako što se povremeno pustilo bateriju isprazniti do kraja. Potpuno pražnjenje nije se prakticiralo stalno, nego u ciklusima održavanja koji su se ponavljali mjesečno.
Novije generacije baterija ne pate od ovog fenomena. Budući da obični potrošač nikad ne prazni bateriju do iste razine, čak ni starija generacija nikal-kadmijeve baterije ne pati od ove pojave. Stoga današnje niklove baterije ne pate mjerljivo od ove pojave, bilo da su nikal-kadmijeve ili nikal-metal-hibridne. Litijeve baterije LIB i Li-Poly uopće nisu podložne ovoj pojavi.
Danas postoji jedan efekt koji se naziva memorijskim, no nastaje zbog drugih razloga. To je kristalizacijski efekt.